# 西山温泉 (山梨県)
西山温泉（にしやまおんせん）は、山梨県南巨摩郡早川町（旧国甲斐国）にある温泉である。

## 泉質
- 硫酸塩塩化物泉[1]
- 泉温　52℃[1]
- 湧出量 毎分2,030L（うち掘削1,630L、自噴400L）[1]
- 源泉数　6[1]

## 歴史
慶雲2年（705年）、藤原真人が当地へ流れ、狩猟を行なった際に川の岩の間より盛んに噴き出している温泉を発見したと言われている。
天平宝字2年（758年）、吉野に退位していた孝謙天皇はある日夢枕に白髭の翁が立ち、「甲斐の国、白鳳の深山に、諸病に効ある霊泉あり」と告げたとされている。白鳳とは早川北部にある白鳳渓谷のことであり、孝謙天皇はお供を連れて当地を訪れ、二十日間の湯治を行っている。この地を気に入った孝謙天皇はさらに奥へ進み、現在の奈良田温泉に数年遷居したと言われている。
戦国時代には武田信玄や徳川家康の隠し湯であるとも言われている。
明治時代後期から大正時代初期にかけて、西山温泉を拠点とした白峰三山や赤石山系への登山が頻繁に行われ、それらの記録は紀行文として日本山岳会等で紹介された。

## 温泉街
国道52号から山梨県道37号南アルプス公園線を延々と進んだ先にある、山峡の秘湯である。奈良田温泉の手前に位置する。
旅館は「蓬莱館」と「慶雲館」の2軒存在する。そのうち慶雲館は、この温泉が発見されたときに創業した非常に長い歴史を誇る。「世界で一番古いホテル・旅館」として、ギネス世界記録に2011年2月に認定された。
また早川下流2.4㎞の湯島集落にある西山温泉湯島の湯でもかけ流し源泉を使用している。

## アクセス
公共交通機関ははやかわ乗合バスのみである。なお早川町内はフリー乗降である。
- 身延線身延駅より約90分、下部温泉駅より約70分。
- 中央高速バス飯富バス停より約60分（早川町乗合バスのバス停名は「飯富ふれあいセンター」）。

無料送迎を行っている旅館もある。